# La Dichiarazione (romanzo)
La Dichiarazione (The Declaration) è un romanzo di fantascienza del 2008, romanzo d'esordio della scrittrice inglese Gemma Malley.
Il seguito, The Resistance (inedito in italiano) è stato pubblicato nello stesso anno.

## Trama
(Anna Covey)
Nell'anno 2030 alcuni medici hanno ideato un cocktail di medicinali (chiamato "Longevità") in grado di fermare l'invecchiamento delle persone, rendendole così immortali. Non essendoci più morti, il problema del sovrappopolamento a causa dei nuovi nati diviene evidente al punto che, nel 2080, i governi della Terra creano insieme un documento chiamato "Dichiarazione": in base ad esso, chi si cura con la "Longevità" si impegna automaticamente a non avere figli. 
Naturalmente ci sono persone che non rispettano la "Dichiarazione" e mettono al mondo dei figli: questi ultimi vengono offensivamente definiti "Eccedenze" (in contrapposizione alle persone che hanno il diritto di essere in vita, chiamate "Legali"). In alcuni Paesi le "Eccedenze" vengono soppresse alla nascita, mentre nella civilizzata Inghilterra vengono semplicemente portate via ai genitori e rinchiuse in speciali strutture educative che ricordano delle prigioni. Qui viene loro inculcata l'idea che la loro stessa esistenza è un crimine contro natura. Alle "Eccedenze" vengono inoltre insegnati i più svariati tipi di lavoro in modo che, raggiunta una certa età, possano andare a lavorare come domestici od operai, rendendosi in qualche modo utili per la società.
Anna Covey è un'"Eccedenza" di 15 anni che vive a Grange Hall, uno dei più grandi istituti in cui vengono rinchiusi questi bambini indesiderati. È stata strappata alla sua famiglia quando aveva poco più di due anni e ora, nel 2140, odia i suoi genitori per averla messa al mondo costringendola così a quel tipo di vita.
Un giorno arriva a Grange Hall una nuova "Eccedenza", Peter. Da quel momento il mondo di Anna viene stravolto: Peter non pensa affatto che le "Eccedenze" siano esseri inutili che sprecano risorse destinate ai "Legali". Inoltre, Peter riferisce ad Anna di conoscere i suoi genitori e di essere lì a Grange Hall per aiutarla a fuggire e a ricongiungersi con la sua famiglia. Anna inizialmente non crede a Peter, ma con il tempo finisce per invaghirsi e fidarsi di lui. Peter, che contraccambia i sentimenti di Anna, organizza quindi una fuga da Grange Hall e riesce dopo varie peripezie a portarla a Londra, dove lei può riabbracciare i suoi genitori e il neonato fratellino Ben, anch'egli un'"Eccedenza".
Sulle tracce dei fuggitivi ci sono però i "Catturatori", degli agenti speciali senza scrupoli. In poco tempo i "Catturatori" trovano Anna e Peter, ma proprio davanti ai loro occhi avviene una scena incredibile: i genitori di Anna ingoiano del veleno e poco prima di spirare fanno appello a una delle leggi scritte sulla "Dichiarazione", ossia Una vita per una vita. In pratica, suicidandosi, avevano fatto sì che i loro due figli non fossero più "Eccedenze", ma "Legali" a tutti gli effetti.
I "Catturatori" hanno le mani legate e decidono quindi di portar via il solo Peter, ma a questo punto c'è un altro colpo di scena: si scopre infatti che Peter è figlio di Margaret Pincent (la crudele direttrice di Grange Hall) e di un importante Ministro del Governo inglese, deceduto poche ore prima (era stata la stessa signora Pincent ad assassinarlo, per permettere così al figlio di diventare un "Legale").
Anne e Peter, finalmente liberi, restano così a vivere nella casa dei defunti signori Covey insieme al piccolo Ben, rinunciando però ufficialmente alla "Longevità": in tal modo il loro amore potrà essere coronato dalla nascita di un figlio.

## Il seguito
Gemma Malley, nel settembre 2008, ha pubblicato in Inghilterra il seguito de La Dichiarazione, intitolato The Resistance, inedito in Italia.

## Edizioni
- Gemma Malley, La dichiarazione, traduzione di Stefano Massaron, I ed., Salani, 2008,  pp. 304, ISBN 978-88-8451-829-3.